# 越智郡島部消防事務組合
越智郡島部消防事務組合（おちぐんとうぶしょうぼうじむくみあい）は、愛媛県越智郡の島嶼部を管轄していた消防組合（一部事務組合）である。市町村合併に伴い、2005年に今治市消防本部に事務・財産・職員を移管し解散した。

## 概要
- 所在地 - 越智郡伯方町大字伊方甲1773-1
- 組合長 - 矢野勝俊（宮窪町長）
- 消防職員数 - 68名（2002年現在）[1]

## 管轄地域
愛媛県越智郡吉海町､宮窪町､伯方町､上浦町､大三島町､関前村
2004年まで魚島村・弓削町・生名村および岩城村も構成団体だったが、4町村合併して誕生する上島町消防本部（上島町）が消防業務を行うこととなり脱退した。

## 沿革
- 1976年 - 「越智郡島部消防事務組合」を設立。
- 2004年 - 魚島村・弓削町・生名村・岩城村が脱退。
- 2005年 - 今治市消防本部に事務・職員・財産を移管し、解散。

## 消防署
- 消防本部・署 - 愛媛県越智郡伯方町大字伊方甲1773－1
- 大三島出張所 - 愛媛県越智郡上浦町大字井口5286
- 大島出張所 - 愛媛県越智郡宮窪町大字宮窪4764－5
- 上島出張所 - 愛媛県越智郡弓削町下弓削203－1 
  - 魚島村・弓削町・生名村・岩城村の脱退に伴い、上島町消防本部に移管された。